# Kungariket Italien (Napoleontiden)
Kungariket Italien (italienska: Regno d’Italia, men också Regno Italico) existerade från den 17 mars 1805 till den 30 maj 1814. Landet var en fransk lydstat på den norra Italienska halvön. Kungariket bildades av kejsar Napoleon I vilken lät kröna sig till kung av Italien, och föregicks av republiken Italien där han hade varit president. Napoleon utsåg även sin 24-åriga styv-och adoptivson Eugène de Beauharnais till vicekung. 

## Kung avHuset Bonaparte
| Vapen | Bild | Namn       | Tillträdde   | Avgick        |
| ----- | ---- | ---------- | ------------ | ------------- |
|       |      | Napoleon I | 17 mars 1805 | 11 april 1814 |